# Santa Cruz do Rio Pardo (ort)
Santa Cruz do Rio Pardo är en ort i Brasilien.   Den ligger i kommunen Santa Cruz do Rio Pardo och delstaten São Paulo, i den södra delen av landet, 800 km söder om huvudstaden Brasília. Santa Cruz do Rio Pardo ligger 472 meter över havet och antalet invånare är 37 336.
Terrängen runt Santa Cruz do Rio Pardo är huvudsakligen platt. Santa Cruz do Rio Pardo ligger nere i en dal. Santa Cruz do Rio Pardo är det största samhället i trakten.
Omgivningarna runt Santa Cruz do Rio Pardo är en mosaik av jordbruksmark och naturlig växtlighet. Runt Santa Cruz do Rio Pardo är det ganska glesbefolkat, med 29 invånare per kvadratkilometer.